# Villa romana di San Biagio
La villa romana di San Biagio è una residenza extraurbana di epoca romana, aggregati d'edifici ubicati nella frazione omonima di Terme Vigliatore, comune italiano della città metropolitana di Messina.
La villa riportata alla luce negli anni cinquanta, è tra gli esempi più interessanti di villa di lusso suburbana rinvenuta lungo lo sviluppo dell'attuale Strada Statale 113, verosimilmente come altri insediamenti coevi, insistente a ridosso del primitivo tracciato della Consolare Valeria sulla tratta viaria Mylae - Pactae o Pactis attraverso Týndaris.

## Storia

### Epoca imperiale
Costruita alla fine del II o inizi del I secolo a.C. in un sito abitato già dall'età ellenistica (III - II secolo a.C.), subì almeno due restauri o risistemazioni nella prima età imperiale (metà del I sec.d.C; II sec.d.C.), come indicano le modifiche apportate soprattutto al settore termale.
I reperti rinvenuti e gli studi relativi identificano specifici periodi storici databili:
- Età tardo-repubblicana.
- Età augustea.
- Età traianea-adrianea.

### Epoca bizantina
In epoca bizantina la costruzione o l'espansione dell'edificio subì un'improvvisa interruzione per probabile distruzione attribuita al terremoto del 365 d.C. Le fonti storiche riconducono ad un evento sismico, tra quelli documentati in quel periodo, in particolare il terremoto di Creta descritto dallo storico romano Ammiano Marcellino, evento comune alla parziale demolizione della vicina Villa di Patti, e alla devastante frana che determinerà il collasso e conseguente sprofondamento della città di Tindari, e al tramonto della civiltà ad essa collegata.

### Epoca contemporanea
L'espansione edilizia del centro nella prima metà del XX secolo comportò diverse segnalazioni alla locale soprintendenza, così come alcuni decenni più tardi avvenne per la Villa di Patti, quest'ultimo ritrovamento determinato dagli studi preliminari per la definizione del tracciato dell'Autostrada A20, sebbene l'esistenza dell'insediamento archeologico sia già attestata dalla realizzazione di una precedente piattaforma in calcestruzzo per traliccio destinato ad una linea di trasmissione dell'energia elettrica.
Luigi Bernabò Brea, soprintendente alle antichità della Sicilia orientale, condusse le prime indagini archeologiche per riportare alla luce gli ambienti della villa, attività e operazioni espletate agli inizi degli anni cinquanta nell'ambito del programma di conoscenza e valorizzazione dei più importanti siti archeologici della provincia di Messina.
Le ricerche dirette da Vinicio Gentili, svelarono la maggior parte del complesso con l'individuazione della residenza padronale, il complesso termale privato e le strutture di servizio. Nel 1966 fu allestito uno spazio espositivo, recentemente riaperto in forma di sala didattica, e furono realizzate le strutture protettive ancora oggi funzionali alla salvaguardia dei pavimenti musivi e dei lembi di pittura parietale.

## Descrizione
L'edificio, a pianta quadrata, ingloba un cortile interno circondato da un portico che si sviluppa con una serie di otto colonne per lato. Le strutture comprendono tre corpi adiacenti sulla direttrice est - ovest, con prospetto a nord - ovest (NNW), col seguente ordine: ambienti di servizio ad oriente, ambienti privati al centro, impianto termale ad occidente.

### Ambienti privati
- Giardino porticato: Peristilium.[1]

- Sala per il banchetto: Triclinium.[1] Sul lato sud cortile del cortile con esposizione a tramontana si apre il tablinum, ovvero la stanza principale della domus, utilizzata come sala da ricevimento e rappresentanza, atta alla custodia e conservazione dei documenti di famiglia. L'ambiente, presenta una pavimentazione in marmi colorati tagliati ad esagono e uniti in forma di mosaico realizzato all'interno di una cornice in sagome regolari, alle pareti presenta brani, resti e tracce di pitture.

- Appartamento per il dominus, stanza da letto, sale: Cubiculum, Oecus. Gli appartamenti comprendono più ambienti definiti genericamente sale, stanze, vani, corridoi di raccordo.
- Appartamento per la domina, stanza da letto, sale: Cubiculum, Oecus.
- Deposito, dispensa, granaio: Cella penaria.
- Stanze: Cellae
- Corridoio: Oecus.
- Guardiole: Celle ostiarie.
- Ingresso: Vestibulum.

### Impianto termale
L'area dedicata alle terme è divisa in tre ambienti destinati al bagno in acqua fredda (Frigidarium), tiepida (Tepidarium) e calda (Calidarium). I locali erano riscaldati per mezzo di flussi d'aria calda o vapore immessi attraverso un doppio pavimento e lungo le pareti mediante condotte in coccio.
- Spogliatoio: Apodyterion.
- Sala massaggi: Unctorium.
- Sala pulizia corpo: Destrictarium.
- Vasca, 3 vasche: Piscina.

- Ambiente freddo: Frigidarium,[1] ambiente con mosaico in bianco e nero con scena di pesca, delfini, pescespada, opera, probabilmente di un mosaicista italico.

- Ambiente tiepido: Tepidarium.[1]
- Ambiente caldo: Calidarium.[1]

- Sauna: Laconicum.
- Forno: Praefurnium.
- Locali di servizio.
- Scala d'accesso.
- Corridoio.

### Ambienti di servizio
- Cortile:
- Cortile porticato:
- Casa, ambienti:
- Magazzino:
- Cisterna:

## Ambiente espositivo
In un piccolo ambiente, ubicato lungo lo sterrato dell'ingresso con varco sulla strada statale, sono esposti al pubblico frammenti di sculture, stucchi e ceramiche che arredavano la ricca casa. In epoca recente ospita materiale didattico, la biglietteria i servizi accessori e il personale preposto alla cura e sorveglianza del sito.

## Accessi
Per chi proviene in auto è consigliabile uscire al casello autostradale di  Barcellona Pozzo di Gotto,  lungo l'Autostrada Messina-Palermo percorrendo la  per 7,4 km in direzione Palermo. 
Mentre, per chi desiderasse raggiungere la Villa in treno, è preferibile sfruttare la comoda vicinanza della stazione ferroviaria di Novara-Montalbano-Furnari posta a solo 1,2 km.